# Trichomonas
Trichomonas è un genere di protisti anaerobi, parassiti dei vertebrati.
Il 2-acetilammino-5-nitrotiazolo è un farmaco utilizzato nel trattamento di tali infezioni.